# Sfumato (Album)
Sfumato ist ein Jazzalbum des Vinny Golia Quartet. Die im Juni 2003 in den Estúdios Xangrilá in Lissabon entstandenen Aufnahmen erschienen am 1. Dezember 2005 auf Clean Feed Records.

## Hintergrund
Vinny Golia nahm das Album in derselben Besetzung auf wie sein Album Lineage (Nine Winds) von 1998, nämlich mit Bobby Bradford (Trompete), Ken Filiano (Bass) und Alex Cline (Schlagzeug).

## Titelliste
- Vinny Golia Quartet: Sfumato (Clean Feed CF036CD)[1]

1. That Was for Albert Phase 3 1:54
2. All Together Now 8:58
3. CBQ241 7:14
4. Monday at Eight, Just Black & White 7:39
5. That Was for Albert Phase 5 3:39
6. NBT 6:20
7. Transition of Power 10:17
8. Repitition 6:01
9. Small Group Caught in the Reel World 8:47

Die Kompositionen stammen von Vinny Golia.

## Rezeption

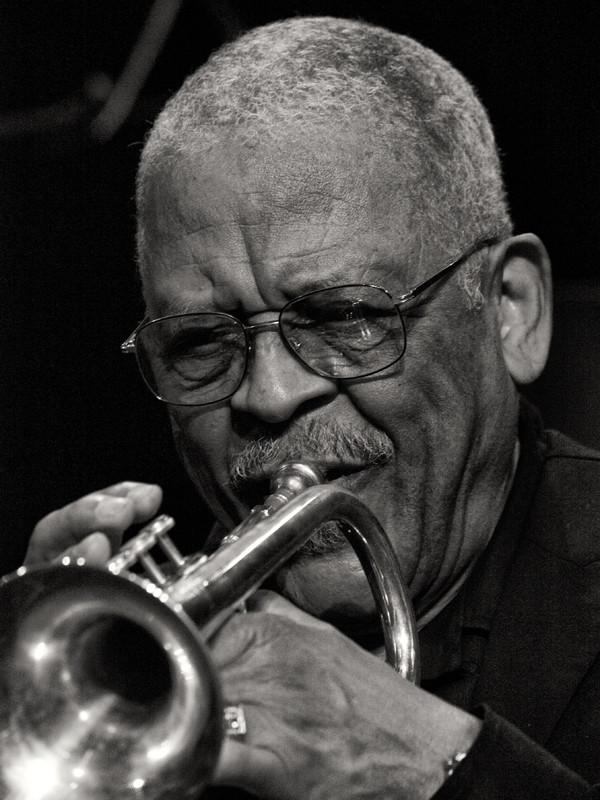
Bobby Bradford (Moers Festival 2008)

Der von Leonardo da Vinci geprägte Begriff Sfumato beziehe sich auf eine Mischtechnik, die verwendet wird, um durch Schichtung ein Gefühl von Tiefe zu erzeugen. Für den Multiinstrumentalisten Vinny Golia sei das sicherlich noch nie ein Problem gewesen, wie dieses Album beweise, schrieb Troy Collins (One Final Note). Mit dem legendären Trompeter Bobby Bradford an seiner Seite klinge Golia, als sei er wieder mit einem Seelenverwandten vereint. Auf Sfumato beschränkte er sich auf sechs Instrumente, vom Sopraninosaxophon bis zur Bassklarinette, was ihm eine „ausgewogene Tonpalette“ ermögliche. Golias vielfältiges Timbre, das eine Litanei von Stimmungen von gereizter Dissonanz bis hin zu stimmungsvoller Exotik umfasse, bilde einen reichhaltigen Kontrast zu Bradfords ergreifendem Tonfall. In einer bereits umfangreichen Diskographie steche Sfumato als eine der außergewöhnlichsten Platten Golias hervor und enthalte eine seiner besten Besetzungen. Indem er seine Ambitionen für große Ensembles zurücknehme und sich auf das Wesentliche seines Kompositionsstils konzentriere, sei das Ergebnis in seiner Unmittelbarkeit und Interaktion atemberaubend.
Mit seinem Quartett habe Golia einen Kompositionsstil entwickelt, der versuche, die Liebe zur Komplexität mit genügend Flexibilität und Offenheit in Einklang zu bringen, um knisternde Improvisationen zu ermöglichen, meinte Jason Bivin in Dusted. Angesichts der Anwesenheit von Bradford sei der offensichtlichste Bezug hier die Arbeit von John Carter in den 1960er Jahren mit kleinen Gruppen; die dunkle, geduldige Phrasierung des Trompeters würde perfekt mit Golias pfeilschneller, vogelartiger Präsenz verschmelzen. Darüber hinaus werde hier stets auf den Klang geachtet, da das körnige Blech von Bradfords Trompete eine Balance mit der silbrigen Herbheit von Golias Stimme finde. Einerseits sei diese Aufmerksamkeit angesichts der Dichte der Musik überraschend. Dennoch gebe es in Golias Musik immer wieder Momente, in denen inmitten der Komplexität plötzlich ruhige Teiche entstünden, in denen sich Töne und Stimmen unerwartet ineinander auflösten.